# Football Club Moutier
Il Football Club Moutier è una società calcistica svizzera, con sede a Moutier, cittadina del Canton Berna di lingua francese.
Il club, fondato il 1º giugno 1921, raggiunge il miglior momento della sua storia nella stagione 1966-67, quando disputa il campionato di massima serie. L'apparizione di quella stagione sarà l'unica al massimo livello. Il giocatore più rappresentativo di quel periodo è il croato, all'epoca jugoslavo, Miroslav Blažević, poi affermato allenatore.
Attualmente disputa il torneo di Seconda Lega interregionale (gruppo 4), quarta divisione nazionale. La seconda squadra disputa il campionato immediatamente inferiore, la Seconda Lega.

## Palmarès

### Competizioni nazionali
- Prima Lega: 1

1961-1962

### Competizioni interregionali
- Seconda Lega interregionale: 1

2019-2020 (gruppo 3)

### Altri piazzamenti
- Challenge League:

Secondo posto: 1965-1966
- Seconda Lega interregionale:

Secondo posto: 2010-2011 (gruppo 3)